# The Pagans
The Pagans è un gruppo punk rock formato nel 1977 e sciolto nel 1979 da Mike Hudson (voce), Brian Hudson (batteria e voce secondaria), Mike Metoff (chitarra e voce secondaria) e Tim Allee (basso).
I Pagans sono conosciuti per le suonate intelligenti, spericolati abbandoni, le grida di Mike Hudson e la noncuranza di chi hanno offeso con i loro testi.

## Discografia

### LP
- 1983 - Pagans (the pink album)
- 1986 - Buried Alive
- 1987 - Live: The Godlike Power of the Pagans
- 1989 - Street Where Nobody Lives
- 1990 - Family Fare
- 1994 - Everybody Hates You
- 1996 - Pirate's Cove 9/24/79
- 1998 - Live Roadkill
- 2001 - Shit Street
- 2001 - Pink Album Plus

### Singoli
- 1977 - Six and Change/Six and Change
- 1978 - Street Where Nobody Lives/What's This Shit Called Love
- 1979 - Not Now No Way/I Juvenile
- 1979 - Dead End America/Little Black Egg
- 1980 - Michael Hudson's Cleveland Confidential EP
- 1987 - Dead End America '87/Secret Agent Man
- 1988 - Don't Leave Me Alone/Real World
- 1988 - (Us And) All Our Friends Are So Messed Up/Heart of Stone
- 1989 - Scumbait EP
- 1990 - Her Name Was Jane/I Do